# تعدد الأصوات (أدب)
تعدد الأصوات أو البوليفونية (بالروسية: полифония)‏ في الأدب، هي خاصية سردية تنطوي على تعددية وجهات النظر والأصوات المتزامنة. يصف كاريل إيمرسون تعدد الأصوات بأنها «موقف تأليفي لامركزي من شأنه أن يمنح صلاحيةً لجميع الأصوات». استحدث ميخائيل باختين هذا المفهوم، مستخدمًا استعارةً مبنيةً على مصطلح البولوفونية الموسيقي.
استخدم باختين نصوص فيودور ودوستويفسكي النثرية باعتبارها مثالًا أوليًا على تعدد الأصوات. أكد باختين أن دوستويفسكي لا يشبه غيره من الروائيين السابقين من حيث ابتعاده عن تقديم «رؤية فردية» أو سرد المواقف بواسطة صوت تأليفي «مونولوجي». آثر دوستويفسكي السعي إلى كتابة روايات درامية كليًا وغنية بالأفكار، تاركًا وجهات النظر والشخصيات المتضاربة لتتطور على نحو غير متوازن. يعتقد باختين أن السمة الرئيسية لروايات دوستويفسكي هي «تعددية الأصوات المستقلة وغير المتراكبة، والوعي المتعدد المستقل وغير المتراكب، الذي يُعتبر تجسدًا حقيقيًا للبوليفونية المنطوية على أصوات ذات صلاحية كاملة». تتسم شخصيات دوستويفسكي الرئيسية بأنها «من صنع طبيعته التصميمية الخلاقة، ولا ينطبق هذا الأمر على عناصر خطابه التأليفي وحسب، بل على موضوعات شخصياته التي تحمل معنى الخطاب مباشرةَ». 
يُعد تعدد الأصوات الأدبية ثمرة الحس الحواري بالحقيقة، جنبًا إلى جنب مع الموقف التأليفي الخاص الذي يتيح إدراك ذاك الحس في النص. يُعتبر الحس الحواري بالحقيقة -الذي يتجلى في كتابات دوستويفسكي- طريقةً مختلفةً جذريًا لفهم العالم بالمقارنة مع الطريقة المونولوجية. يرى باختين أنه ليس من الممكن فهم روايات دوستويفسكي في سياق الأسلوب المونولوجي للفكر الغربي، الذي يُعتبر بمثابة أسلوب فكري متعلق بـ «الحقيقة»، استطاع السيطرة على الدين والعلوم والفلسفة والأدب لقرون عديدة.

## المونولوجي والحواري
ينطوي المفهوم المونولوجي للحقيقة على تناول «حقيقة» أو «زيف» فكرة/ادعاء/افتراض بمعزل عن الشخص الذي ينطق بها. تُعتبر الحقيقة المونولوجية حقيقةً بلا جسد، أو أفكار «لا أحد» كما يسميها باختين. لا يُمكن البت في حقيقة افتراض ما إلا من خلال الرجوع إلى صحته أو عدمها بالنسبة إلى الموضوع الذي افترضه. وبذلك، لا تُعتبر مسألة من ينطق به أمرًا مهمًا: فهو فكرة مجردة ذات علاقة واحدة بالحقيقة، بصرف النظر عمن ينطق به. على الصعيد الفلسفي والعلمي، تتشكل مثل هذه «الأفكار المستقلة» عمومًا بقصد المنهجة المونولوجية للحقيقة، التي تُعتبر شبيهةً بفكرة «لا أحد». قد يُخلق مثل هذا الأسلوب جماعيًا، لكن سيجري التعبير عنه وفهمه على أنه نتاج وعي فردي، وسيبقى شيئًا واحدًا، حتى وإن كان من الممكن أن ينطق به أي أحد. يمتلك أنصار مثل هذا الأسلوب «مبدًا واحدًا من التفريد المعرفي: الخطأ. فلا ترتبط الأحكام الحقيقة بشخصية ما، بل تتماشى مع سياق مونولوجي ممنهج وموحد. فلا يتحقق التفرد إلا بالخطأ».
وفي المقابل، يفترض باختين وجود حقيقة تستلزم تعددية الوعي، أي شيء لا يُمكن احتواءه ضمن وعي واحد وحسب، بل لا يدخل حيز الوجود إلا عند نقطة التماس بين صور الوعي المتنوعة، ويتسم بكونه «غني بالأحداث المحتملة» بطبيعته. يتجلى نقد باختين للمفهوم المونولوجي للحقيقة في أنه يجرد «حدثية» الحدث ويطمسها، أي كل ما يجعل الحدث فريدًا وغير محسومًا وغنيًا بالاحتمالات غير المُدركة. تنبثق الإمكانات المجهولة وغير المتوقعة في مفهوم باختين من تفاعل صور الوعي المستقلة وغير المحسومة، الأمر الذي يعتبره تجسيدًا للطبيعة المُعاشة الحقيقية للوجود الإنساني. يُعتبر «الحوار المفتوح» بمثابة تجلٍ لفظي لهذه الحقيقة، بينما يُعتبر تعدد الأصوات تمثيلها الفني ضمن شكل أدبي.